# Culicoides helveticus
Culicoides helveticus är en tvåvingeart som beskrevs av Callot, Kremer och Deduit 1962. Culicoides helveticus ingår i släktet Culicoides och familjen svidknott. Inga underarter finns listade i Catalogue of Life.